# Baustelle (Band)
Baustelle ist eine italienische Indie-Rock-Band, die 1994 in der Provinz Siena, in der Toskana, gegründet wurde.

## Geschichte
Die Band wurde 1994 in Montepulciano gegründet. Der Bandname rührt von dem deutschen Begriff Baustelle her, welchen die Gruppe mittels eines deutsch-italienischen Wörterbuchs wählte. Laut Aussagen des Bandmitglieds Francesco Bianconi wurde das Wort Baustelle wegen seiner kuriosen Eigenschaften ausgewählt, wie beispielsweise das Beinhalten des Wortes stelle (was im Italienischen Sterne bedeutet), der Lautmalerei bau (das Gebell eines Hundes wird im Italienischen mit bau wiedergegeben) und des Wortes elle (französisch für sie).
Die aus einem Projekt von Studenten hervorgegangene Band veröffentlichte 2000 ihr erstes Album Sussidiario illustrato della giovinezza, das, von Amerigo Verardi produziert, die Offenheit der Gruppe für die verschiedensten Stilrichtungen offenbarte. So spiegeln sich in den Stücken die Einflüsse von Chansons französischen wie auch italienischen Ursprungs, der Elektronischen Musik, des New Wave, der Soundtracks der 1960er und 1970er Jahre bis zum Bossa Nova wider. Das Album erhielt die Auszeichnung Fuori dal Mucchio (der Zeitschrift Il Mucchio Selvaggio) als bestes Independent-Debüt.
2003 erschien das Album La moda del lento, welches in seinem Stil die Linie seines Vorgängers weiterverfolgte und für das Baustelle mit dem Preis MEI (Meeting delle Etichette Indipendenti), als beste Band des Jahres, ausgezeichnet wurde.
Im Jahr 2005 wechselte die Band von ihrem bisherigen Independent-Plattenlabel zu dem multinationalen Musikhaus Warner und veröffentlichte das Album La malavita, dessen Singleauskopplungen La guerra è finita und Un romantico a Milano einen großen Erfolg in Italien verzeichnen konnten. 2008 wurde, ebenfalls bei Warner, das Album Amen veröffentlicht.

## Diskografie

### Alben
| Jahr | Titel                                                       | Höchstplatzierung, Gesamtwochen, AuszeichnungChartsChartplatzierungen (Jahr, Titel, Platzierungen, Wochen, Auszeichnungen, Anmerkungen) | Anmerkungen                            |
| Jahr | Titel                                                       | IT | Anmerkungen                            |
| ---- | ----------------------------------------------------------- | --- | -------------------------------------- |
| 2000 | Sussidiario illustrato della giovinezza Baracca e Burattini | IT27 (5 Wo.)IT | Charteinstieg in IT 2010               |
| 2003 | La moda del lento Mi-Mo/Venus                               | IT77 (1 Wo.)IT | Charteinstieg in IT 2013               |
| 2005 | La malavita Warner                                          | IT25 (22 Wo.)IT | Erstveröffentlichung: 21. Oktober 2005 |
| 2008 | Amen Warner                                                 | IT4 (35 Wo.)IT | Erstveröffentlichung: 1. Februar 2008  |
| 2010 | I mistici dell’occidente Warner                             | IT5 Gold · (25 Wo.)IT | Erstveröffentlichung: 26. März 2010    |
| 2013 | Fantasma                                                    | IT2 Gold · (14 Wo.)IT | Erstveröffentlichung: 29. Januar 2013  |
| 2015 | Roma Live!                                                  | IT11 (4 Wo.)IT | Erstveröffentlichung: 1. November 2015 |
| 2016 | L’amore e la violenza                                       | IT2 Gold · (23 Wo.)IT |                                        |
| 2018 | L’amore e la violenza Vol.2                                 | IT4 (14 Wo.)IT | Erstveröffentlichung: 23. März 2018    |
| 2023 | Elvis                                                       | IT4 (4 Wo.)IT | Erstveröffentlichung: 14. April 2023   |
| 2025 | El Galactico                                                | IT4 (3 Wo.)IT | Erstveröffentlichung: 4. April 2025    |

### Singles
- 2004: Arriva lo ye-ye
- 2005: La guerra è finita
- 2005: Un romantico a Milano
- 2008: Charlie fa surf (IT: Gold (2019) )[2]
- 2008: Colombo
- 2008: Baudelaire
- 2010: Gli spietati
- 2016: Amanda Lear (IT: Gold)[2]
- 2023: Amore Indiano